# سد بوستوس
سد بوستوس (به لاتین: Bustos Dam) یک سد در فیلیپین است که در Bustos, Bulacan, Philippines واقع شده‌است.